# 自然変換
自然変換（しぜんへんかん、英: natural transformation）とは、数学における「自然な同型」という概念の定式化として生まれ、その後圏および関手とともに圏論の中核を構成した数学的な対象である。圏論において自然変換は「関手の間の射」とも表現され、圏の構造の中で関手の像を別の関手の像へ変換させる対応として定義される。
関手 F, G : C → D の間の自然変換 τ : F ⇒ G は、C の各対象 x から x をパラメータとする射 τx: Fx → Gx への対応によって構成される。逆に、C の各対象によってパラメータ付けられた射の集まりが関手の間の自然変換を構成する場合、これらの射 τx: Fx → Gx は x で自然である (natural in x) とも表現される。
自然変換は圏や関手と並んで非常に基本的な構成物であり、随伴、極限、モナド、モノイド圏など多くの場面で自然変換、あるいは射の自然性は議論されている。

## 定義
圏 C と D に対して、F と G を C から D への関手とするとき、F から G への自然変換 η : F ⇒ G (あるいは {\textstyle \eta :F{\stackrel {\scriptscriptstyle \bullet }{\to }}G} と表記する) とは、C の対象 X から D の射 ηX: F(X) → G(X) への対応であって、任意の C の射 f : X → Y に対して {\textstyle \eta _{Y}\circ F(f)=G(f)\circ \eta _{X}} を満たすもの、すなわち次の図式を可換にするものである： 
自然変換 η : F ⇒ G を構成するそれぞれの射 ηX: F(X) → G(X) は η のコンポーネント (英: component) と呼ばれる。コンポーネントがすべて同型射であるとき、η は自然同型 (英: natural isomorphism) あるいは自然同値 (英: natural equivalence) であるという。
上記の図式を考慮しない、単なる射の族 {ϕx: Fx → Gx}x ∈ C0 (C0 は C の対象からなる部分集合) を、F から G への infranatural transformation と呼ぶことがある。このとき、F から G への自然変換とは C の対象すべてをパラメータとする F から G への infranatural transformation {τx: Fx → Gx}x ∈ C であって、任意の f : x → y に対して{\textstyle \tau _{y}\circ F(f)=G(f)\circ \tau _{x}} であるものと言い換えられる。infranatural transformation {ϕx: Fx → Gx}x ∈ C0 に対して、コンポーネントに {ϕx: Fx → Gx}x ∈ C0 を含むような自然変換を持つ最大の C の部分圏を nat ϕ と書いて ϕ のnaturalizerという。

## 例

### 直積の結合性
集合 X, Y に対して、集合の直積 X × Y とはそれぞれの要素を成分に持つ順序対からなる集合 {\textstyle \{(x,y)\mid x\in X,y\in Y\}} である。ここで、3つの集合 X, Y, Z に対して、(X × Y) × Z と X × (Y × Z) の2つの集合を考える。2つの集合は明らかに順序対のつけ方を変えただけのものであるため、同型{\displaystyle \alpha _{X,Y,Z}\colon (X\times Y)\times Z\cong X\times (Y\times Z)}を得る。この同型はさらに、X, Y, Z のそれぞれに対して自然である。すなわち、写像 ξ : X → X', η : Y → Y', ζ : Z → Z' に対して等式 {\textstyle \alpha _{X',Y',Z'}\circ ((\xi \times \eta )\times \zeta )=(\xi \times (\eta \times \zeta ))\circ \alpha _{X,Y,Z}} が成り立つ。このことは位相空間の圏 Top、群の圏 Grp、小さい圏の圏 Cat など、直積を持つ圏一般に成立する。

### ベクトル空間の二重双対
体 K 上のベクトル空間 V に対して、双対空間 V*とは V から K への線形写像全体からなるベクトル空間である。このとき、V から二重双対空間 V** (すなわち、V*から K への線形写像からなる空間) への単射線形写像 ΨV: V → V**が{\displaystyle {\begin{alignedat}{2}\Psi _{V}(x)\colon {}&V^{*}&\longrightarrow {}&K\\&\varphi &\longmapsto {}&\varphi (x)\end{alignedat}}}によって定まる。さらに V が有限次元であるとき、ΨV は同型となる。明らかに ΨV は V の基底に依らずに定まるため、逆写像である Ψ-1
V も V**の基底に依らない。この意味で ΨV は特別な線形写像であり、また有限次元の場合について全ての有限次元ベクトル空間に対して同時に与えられるという意味で『自然』である。
線形写像 f : V → W に対して、f*: W* → V*が {\textstyle f^{*}\varphi (x)=\varphi (f(x))} によって定まる。もう一度同じ操作を取ることで、f**: V** → W**が {\textstyle f^{**}X(\varphi )=X(f^{*}\varphi )} と定まる。定義から、準同型の合成に対して {\textstyle (g\circ f)^{**}=g^{**}\circ f^{**}}が成り立つため、これによって二重双対はベクトル空間と線形写像のなす圏 (ベクトル空間の圏 VectK) 上の自己関手であることがわかる。
さらに、定義に沿って計算することで{\textstyle f^{**}(\Psi _{V}(x))(\varphi )=\varphi (f(x))} を得るため、{\textstyle f^{**}(\Psi _{V}(x))=\Psi _{W}(f(x))} が成り立つ。以上のことから、ΨV は恒等関手と二重双対関手の間の自然変換 (有限次元に制限した場合は自然同型) のコンポーネントとなることがわかる。

### 開集合と閉集合
位相空間 X に対して、X の開集合すべてからなる集合 O(X) と閉集合すべてからなる集合 C(X) を取る操作について考える。連続写像 f: X → Y の (互いに同値な) 定義から、f に対して開集合の逆像は開集合に、閉集合の逆像は閉集合に写る。ここから、2つの操作 X ↦ O(X) と X ↦ C(X) は反変関手 O, C: Topop → Set と見なせる。
位相空間 X の開集合 U ∊ O(X) に対して、その補集合 U は閉であり、また U の補集合は U 自身である。これにより、各 O(X) と C(X) の間に全単射を定められる。この全単射は X について自然であり、さらにコンポーネントはいずれも同型であるため、U と C の間に自然同型が存在するとわかる。

### 群拡大と因子団
アーベル群の拡大 0 → G → E  H → 0 を考える。各 h ∊ H に対して、u(h) ∊ E を β(u(h)) = h を満たすような代表元として選ぶ。このとき、E の各要素は g + u(h) (g ∊ G) の形で表すことができ、特に u(h) + u(k) について{\displaystyle u(h)+u(k)=u(h+k)+f(h,k)\qquad (\exists f(h,k)\in G)}という形で表せる。このとき、h, k ∊ H からの対応 f は、アーベル群における群演算の可換性および結合性から、次の2条件を満たす。
1. {\textstyle f(h,k)=f(k,h)}
2. {\textstyle f(h,k)+f(h+k,l)=f(h,k+l)+f(k,l)}

逆に、写像 f: H × H → G が上記2条件を満たすとき、これを H の G における factor set (因子団) という。因子団について、次の2つの事実が成り立つ。
- ある H の G における因子団 f は、群の拡大 (E, β) を1つ定める[9]。
- 点ごとの加算 {\textstyle (f_{1}+f_{2})(h,k)=f_{1}(h,k)+f_{2}(h,k)} によって、因子団の集合 Fact(G, H) はアーベル群をなす[10]。

因子団によって定まる群の拡大は1対1対応ではないが、同値な群の拡大を定める因子団の集合は Fact(G, H) 上の剰余類をなし、結果として群の拡大たちの群 Ext(G, H) を Fact(G, H) のある商群として与える。
以下、H はある自由群 F の商群 H = F/R とする。前段と同様に、h ∊ H に対して代表元 u0(h) ∊ F を選び、それによって定まる H の R における因子団を f0 で表す。このとき、準同型 θ: R → G に対して {\textstyle f_{\theta }(h,k)=\theta (f_{0}(h,k))} とすると、fθ は H の G における因子団である。この対応はさらに、Hom(R, G) から Ext(G, H) への群準同型をなす。
いま、自由群の間の準同型 T: F' → F は T(R') ⊂ R を満たすとする。このとき、T は H' = F'/R' から H = F/R への準同型を誘導して、さらにこれは準同型 T*
e: Ext(G, H) → Hom(G, H') を導く。また、T の事前合成 {\textstyle \theta \mapsto \theta \circ T} は準同型 T*
h: Hom(R, G) → Hom(R', G) を定める。
以上の設定の下で、θ ↦ fθ が定める因子団の対応 η: Hom(R, G) → Ext(G, H) および η': Hom(R', G) → Ext(G, H') は{\displaystyle \eta 'T_{h}^{*}=T_{e}^{*}\eta }を満たす。この意味で η は自然な対応である。

### ブール代数のウルトラフィルター
補元 ¬a を持つ分配束 (B, ≤, 0, 1, ∧, ∨, ¬) をブール代数という。二点集合 2 = {0, 1} に適切な演算を入れたものは最小のブール代数の構成となる。ブール代数の準同型 f : A → B とは写像 f : A → B であって、各演算の結果を保つものをいう。
ブール代数 (B, ≤, 0, 1, ∧, ∨, ¬) のウルトラフィルターとは、B の真部分集合 U ⊂ B であって、
- 空でない (特に、1 を含む)
- ミート ∧ について閉じている (x, y ∈ U ならば x ∧ y ∈ U である)
- x ∈ U の上方集合は U の部分をなす (x ∈ U かつ x ≤ y ならば y ∈ U である)
- U は極大である (上記3条件を満たす U ⊂ U' が存在するならば、U' = B である)

を満たすものである。このとき、B のウルトラフィルターは B から 2 への準同型と1対1対応する。
ブール代数とその間の準同型からなる圏を BA で表す。このとき、対応 {\textstyle B\mapsto \mathop {\mathrm {Hom} _{\mathbf {BA} }} (B,2)} は BA から集合の圏への反変関手 {\textstyle \mathop {\mathrm {Hom} _{\mathbf {BA} }} (\_,2):\mathbf {BA} ^{\mathrm {op} }\to \mathbf {Set} } を構成する。他方、ブール代数の準同型 h : A → B と B のウルトラフィルター U に対して、逆像 h-1U ⊂ A は A のウルトラフィルターであるため、これによって写像 Ult(h): Ult(B) → Ult(A) を得る (Ult(B) で B のウルトラフィルターの集合を表す)。これは BA から Set への反変関手であり、さらに同型{\textstyle \mathop {\mathrm {Ult} } (B)\cong \mathop {\mathrm {Hom} _{\mathbf {BA} }} (B,2)} は B について自然となる。

### (反例) 双対ベクトル空間
双対ベクトル空間を取る操作は、ふつう反変関手 Vectop
K → VectK と見なされる (このとき f : V → W に対して f*: W* → V* は先述の {\textstyle f^{*}\varphi (x)=\varphi (f(x))} で与えられる線形写像である) ため、恒等関手 Id : VectK → VectK との間の自然変換は定義上存在しえない。
別の考え方として、双対との間の「自然な」同型 γV : V → V* が存在するならば、その満たすべき条件は、任意の線形写像 f : V → W に対して {\textstyle f^{*}\circ \gamma _{W}\circ f=\gamma _{V}} であると考えることができる (超自然変換節も参照)。これは自然性を示す可換図式のうち、F(f) に相当する射の向きを反転させたものになる。γV が同型であることから、等式の左辺も同型にならなければならないが、左辺の示す射が任意の線形写像に対して同型になるということはないため、この意味で双対ベクトル空間との間の「自然な」同型は存在しない。

## 歴史
自然変換は、1940年代初頭の数学者が非形式的に使っていた「自然な」同型あるいは「自然な」同相射という概念の定式化として、1942年にアイレンベルグとマックレーンによって導入された。1945年にはこの2人によって "General Theory of Natural Equivalences" (直訳: 自然同値の一般理論) が発表され、これによって自然変換の理論が定式化された。1940年代後半にはホモロジー論や抽象代数の分野においてこの概念が適用されはじめ、その後グロタンディークらによって代数幾何に、ローヴェアなどによって論理学に、その後も計算機科学、言語学、認知科学、哲学などの様々な分野において応用が見られるようになった。
自然変換および自然性は圏論における基礎的な概念の1つである。マックレーンは『圏論の基礎』の中で『圏』は『函手』を定義可能にするために定義され，『函手』は『自然変換』を定義可能にするために定義されてきたのである．(Mac Lane 2012, pp. 22–23) と記している。

## 自然変換の演算
自然変換の間には代表して垂直合成 (vertical composition) と水平合成 (horizontal composition) という2種類の演算が存在する。2種類の演算について、垂直水平の方向はどの文献でも一致しているが、その記号は文献によって揺れが存在している。

### 垂直合成
関手 F, G, H : C → D の間の自然変換  σ : F ⇒ G, τ : G ⇒ H に対して、各コンポーネントの合成 {τx ◦ σx: Fx → Hx}x ∈ C は再び自然変換となる。そこでこれを σ と τ の垂直合成と呼んで、{\textstyle \tau \cdot \sigma } (Mac Lane, Riehl) や {\textstyle \tau \circ \sigma } (Leinster, Awodey) と表記する。
定義から、自然変換の垂直合成は明らかに射の性質を継承して、結合律や単位元律を満たすことになるため、同じ型 C → D を持つ関手とその間の自然変換は圏を構成する。これを関手圏と言い、DC あるいは [C, D] のように表す。

### 水平合成
圏 C, D, E に対して、関手 F, F' : C → D, G, G' : D → E とその間の自然変換  σ : F ⇒ F', τ : G ⇒ G' について考える。このとき、x ∈ C に対して E の射 {\textstyle \tau _{F'x}\circ G\sigma _{x}=G'\sigma _{x}\circ \tau _{Fx}\colon GFx\to G'F'x} が取れて、これは GF から G'F' への自然変換をなす。これを σ と τ の水平合成と呼んで、{\textstyle \tau \circ \sigma } (Mac Lane) や {\textstyle \tau *\sigma } (Leinster, Riehl) で表す。
自然変換の水平合成に関して、関手に対する恒等変換をその関手の記号で省略することがある。すなわち、上記の例において、自然変換 Gσ : GF ⇒ GF' や τF : GF ⇒ G'F を (Gσ)x = Gσx や (τF)x = τFx で定義できる。従って、自然変換の水平合成に関して、等式 {\textstyle \tau *\sigma =(\tau F')\cdot (G\sigma )=(G'\sigma )\cdot (\tau F)} が成り立つ。

### 相互交換法則
自然変換の垂直合成 {\textstyle \tau \cdot \sigma } と水平合成 {\textstyle \tau *\sigma } に対して、相互交換法則 (interchange law) と呼ばれる次の等式が成り立つ。{\displaystyle (\tau '\cdot \sigma ')*(\tau \cdot \sigma )=(\tau '*\tau )\cdot (\sigma '*\sigma )}圏、関手と自然変換は、圏よりも高次の2次元的な構造を与える。このような構造を (ストリクト) 2-圏（英語: Strict 2-category）と呼び、小さな圏の圏 Cat (に自然変換を構造として付加したもの) は2-圏の代表的な例である。

## 米田の補題
小さい集合の圏 Set へのHom関手 C(_, _) : Cop × C → Set を持つ圏 (すなわち、局所的に小さい圏) C に対して、C の対象 A ∊ C を用いて C(A, _) : C → Set や C(_, A) : Cop → Set で表される関手、またはこれらと自然同型な関手を表現可能関手と呼ぶ。表現可能関手 F : C → Set は定義から自然同型 τ : C(A, _) ≅ F を (ある A ∊ C に対して) 持つ。これはすなわち、全ての F の値 FX は、A ∊ C からのある射と1対1対応するということである。このことは、米田の補題と呼ばれる次の主張に一般化される。
米田の補題 ― 局所的に小さい圏 C からの集合値関手 F : C → Set と対象 A ∊ C に対して、C(A, _) から F への自然変換の集合 Nat(C(A, _), F) と集合 FA の間に全単射が存在して、この写像は自然変換 α : C(A, _) ⇒ F を恒等射の像 αA(1A) に写す。
米田の補題は圏論において最も重要な結果であるとも評され、様々な帰結をもたらすとても基礎的な補題である。

## 応用例

### 随伴
関手 F: C → D と G: D → C に対して、F と G が随伴 F ⊣ G であることは、自然な同型写像 φx, y: D(Fx, y) ≅ C(x, Gy) によって定まる (このとき φx, y は2つの関手 D(F_, _), C(_, G_): Cop × D → Set の間の自然同型を定めるコンポーネントとなる)。また、F と G が随伴 F ⊣ G であるとき、随伴の単位および余単位と呼ばれる自然変換 η: IdC ⇒ GF と ε: FG ⇒ IdD が存在して、η は G への普遍射、ε は F からの普遍射となる。単位および余単位が同型であるとき、C と D は圏同値であるため、この意味で随伴を持つ関係は圏同値の一般化と言える。
重要な随伴関手の例として自由関手と忘却関手、テンソル積 _ ⊗ X と hom関手 hom(X, _) が挙げられる。

### カン拡張
関手 W: B → C が与えられたとき、関手の前に W を合成する操作 F ↦ F ◦ W もまた関手 DW: DC → DB となる。関手 W: B → C と T: B → D に対して、DW から T へ (あるいは T から DW へ) の普遍射を構成する関手 K: C → D と自然変換 η: T ⇒ KW (ε: KW ⇒ T) の組が存在するとき、これを T の W に沿った左 (右) カン拡張という。
圏論における極限、随伴、米田の補題を初めとした諸概念はカン拡張によって表すことができ、マックレーンは「すべての概念はカン拡張である」と述べている。

### 層理論
位相空間 {\textstyle (X,{\mathcal {O}}_{X})} に対して、X 上の前層とは、X の開集合 {\textstyle U\in {\mathcal {O}}_{X}} に対してそれぞれ集合 {\textstyle A(U)\in \mathbf {Set} } を割り当てる対応であって、開集合の包含 {\textstyle V\subset U} に対して制限 (と呼ばれる写像) {\textstyle r_{U,V}:A(U)\to A(V)} が存在して、よい条件を満たすものである。さらに任意の開集合、その開被覆 {\textstyle {\mathcal {O}}_{X}\ni U=\bigcup _{i\in I}U_{i}} 、および共通部分を互いに共有する {\textstyle \{f_{i}\in A(U_{i})\}_{i\in I}} (すなわち、{\textstyle r_{U_{i},U_{i}\cap U_{j}}(f_{i})=r_{U_{j},U_{i}\cap u_{j}}(f_{j})} を満たす) に対して、{\textstyle f_{i}=r_{U,U_{i}}(f)} を満たす {\textstyle f\in A(U)} の存在が成り立つとき、そのような前層を層という。
開集合族は包含関係について半順序をなすため、圏論的に捉えると前層とは Set への反変関手 {\textstyle A:{\mathcal {O}}_{X}^{\mathrm {op} }\to \mathbf {Set} } と思うことができる。このとき、前層 (層) の間の射を関手の間の自然変換として定義できる。従って、関手圏がそのまま前層の圏 {\textstyle \mathrm {Psh} (X)=\mathbf {Set} ^{{\mathcal {O}}_{X}^{\mathrm {op} }}} となり、層の圏はその充満部分圏を構成する。
数学において「局所から大域へ」という状況が数多く存在するために、層理論は代数幾何を始めとした数多くの分野と影響を及ぼしあっている。

### 普遍代数
有限順序数の集合 ω = {0, 1, 2, ...} を対象の集合とする、Set の充満部分圏を N で表す。また、Set の余積 (すなわち集合の非交和) を N の余積として導入する。
余積を持つ圏 {\textstyle \mathbb {A} } は、対象について同型であってさらに余積を保つ関手 {\textstyle A:N\to \mathbb {A} } を備えているとき、代数理論であるという。型 {\textstyle \mathbb {A} } の代数とは、積を保つ集合値反変関手 {\textstyle \mathbb {A} ^{\mathrm {op} }\to \mathbf {Set} } である。層の時と同様に {\textstyle \mathbb {A} }-代数の準同型は自然変換として定義できて、代数の圏は関手圏 {\textstyle \mathbf {Set} ^{\mathbb {A} ^{\mathrm {op} }}} の充満部分圏として定義される。

## 超自然変換
圏 A, B, C, D と関手 F : A × Bop × B → D, G : A × Cop × C → D に対して、F から G への超自然変換 (特別自然変換、英：extranatural transformation) α : F ⇒ G とは、a ∊ A, b ∊ B, c ∊ C でパラメータ付けられた射の族 αa, b, c: F(a, b, b) → G(a, c, c) で、任意の射 f: a → a', g: b → b', h: c → c' に対して以下の図式が可換になるものをいう。
それぞれの可換図式は、a ∊ A に対する自然性、αa, _, c: F(a, _, _) → G(a, c, c) と αa, b, _: F(a, b, b) → G(a, _, _) の、それぞれ b ∊ B および c ∊ C に対する特別自然性 (Mac Lane (1998) ではこのことを特別自然変換と呼ぶ) を表している。
超自然変換のうち、特にどちらかが定数関手である場合、特殊な(余)極限としてエンド（英語: end）およびコエンド（英語: coend）が定まる。エンドやコエンドはhom関手と関連性があり、例えば豊穣圏論では豊穣圏の「関手圏」を定義するためにエンドを用いている。